# Shakuhachi

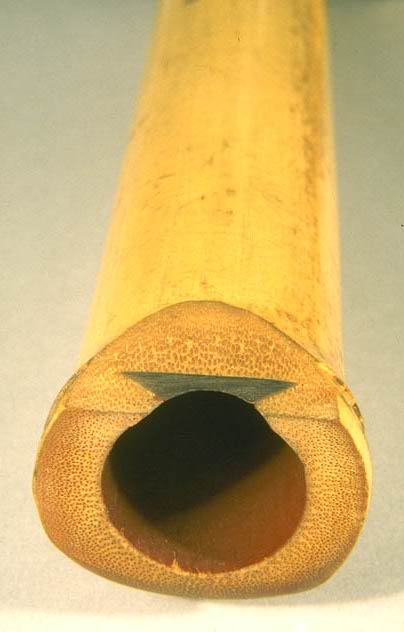
Shakuhachi

Shakuhachi ("en fot åtta") är ett japanskt blåsinstrument, en kantblåst flöjt. Instrumentet är vanligen gjort av bambu och har sitt namn efter längden. Känt inte minst genom sin användning som meditationsredskap inom zenbuddhism, se "suizen".
Den traditionella shakuhachin är 1,8 shaku (ca. 54,5 cm) lång och är stämd i en pentatonisk skala i tonarten D. Idag kallas dock alla storlekar av flöjten shakuhachi. De finaste flöjterna tillverkas av den del av bambustammen som växer närmast marken. Gärna med en del av roten kvar. Det tillverkas också billigare nybörjarflöjter i PVC.
Tonen frambringas genom att den som spelar blåser mot en vass kant, som kallas utaguchi, på flöjten. Då bryts luften och toner uppstår. I utaguchin placeras ofta en bit horn för att förstärka och skydda kanten. Hornbiten formas lite olika beroende på inom vilken byggartradition flöjten tillverkats och den visar också vilken skola musikern tillhör.
Eftersom shakuhachi inte har något munstycke som leder luften (som till exempel blockflöjten och andra spaltflöjter) så kan tonens karaktär formas med ett stort spektrum av klangfärger, beroende på hur man blåser.
Svensken Gunnar Jinmei Linder är en av nordens mest erkända shakuhachi-musiker.